# Хлорат меди(II)
Хлорат меди(II) — неорганическое соединение, 
соль металла меди и хлорноватой кислоты с формулой Cu(ClO3)2,
хорошо растворяется в воде,
образует кристаллогидрат — синие кристаллы.

## Получение
- Растворение гидроксида меди(II) в хлорноватой кислоте:

{\displaystyle {\mathsf {Cu(OH)_{2}+2HClO_{3}\ {\xrightarrow {}}\ Cu(ClO_{3})_{2}+2H_{2}O}}}
- Действие хлората бария на раствор сульфата меди(II):

{\displaystyle {\mathsf {CuSO_{4}+Ba(ClO_{3})_{2}\ {\xrightarrow {}}\ Cu(ClO_{3})_{2}+BaSO_{4}\downarrow }}}

## Физические свойства
Хлорат меди(II) образует кристаллогидрат состава Cu(ClO3)2•6H2O — синие расплывающиеся кристаллы,
которые плавятся в собственной кристаллизационной воде при 65°С.
Растворяется в воде, этаноле, ацетоне.

## Химические свойства
- Кристаллогидрат разлагается при нагревании:

{\displaystyle {\mathsf {4Cu(ClO_{3})_{2}\cdot 6H_{2}O\ {\xrightarrow {100^{o}C}}\ Cu(ClO_{3})_{2}\cdot 3CuO\cdot 3H_{2}O+6HClO_{3}}}}
с последующим разложением хлорноватой кислоты.